# حسن سید معوض
حسن سید معوض (انگلیسی: Hassan Sayed Moawad; درگذشته دسامبر ۲۰۰۷) بازیکن بسکتبال اهل مصر بود.